# Trypanosoma gallinarum
Trypanosoma gallinarum – kinetoplastyd z rodziny świdrowców należący do królestwa protista.
Pasożytuje w osoczu krwi kury (Gallus gallus domesticus),. Ciało obustronnie ostro zakończone, posiada wolną wić. Jądro położone w środkowej części ciała świdrowca, okrągłe lub lekko owalne.
Obecność tego pasożyta stwierdzono u osobników na terenie Ugandy w Afryce.